# Xã Read, Quận Butler, Nebraska
Xã Read (tiếng Anh: Read Township) là một xã thuộc quận Butler, tiểu bang Nebraska, Hoa Kỳ. Năm 2010, dân số của xã này là 181 người.